# 산척초등학교 석천분교
산척초등학교 석천분교는 대한민국 충청북도 충주시 산척면 석문길 171 (석천리)에 있었던 공립 초등학교이다.

## 학교 연혁
- 1947년 2월 1일 제천군 원월공립국민학교 석천분교장 개설
- 1963년 8월 20일 석천국민학교 설립인가
- 1964년 4월 28일 석천국민학교 개교식
- 1982년 9월 1일 원월국민학교 석천분교로 격하
- 1989년 1월 1일 행정구역 개편, 산척국민학교로 편입
- 1989년 7월 7일 청주문화방송(MBC) 견학
- 1996년 3월 1일 산척초등학교 석천분교로 개칭
- 1997년 2월 28일 산척초등학교로 통폐합